# Světec
Světec (deutsch: Schwaz) ist eine Gemeinde im Okres Teplice in Tschechien. Die Gemeinde gehört zur Mikroregion Svornost („Eintracht“).

## Geschichte
Erstmals schriftlich erwähnt wurde Swetiz im Jahr 1209; weitere Schreibweisen waren Sowez, Swietecz und Swietetz. Die Geschichte des Ortes ist eng mit dem Schicksal des Klosters St. Augustin verbunden, das von dem Frauenorden der Ritter mit dem Roten Kreuz – Hüter des Gottesgrabes gegründet worden war. 1419 wurde es von den Hussiten überfallen und 1421 vollends zerstört. Die Nonnen flüchteten in die Wälder nahe Graupen. Die letzte überlebende Nonne versteckte das Heiligtum des zerstörten Klosters in einem Baum. Die Auffindung dieses Heiligtums ist eng mit der Gründungslegende von Mariaschein bei Graupen verbunden.
Bis in das 18. Jahrhundert war Světec ein rein bäuerliches Dorf, bis dort Braunkohlevorkommen entdeckt wurden. Die Erzbischöfe gründeten die Bergwerke Florentini und Patria I–III. Die kirchlichen Ländereien wurden 1918 von der Tschechoslowakei konfisziert.
Am 1. Oktober 1938 kam der Ort als Teil des Sudetenlandes zu Deutschland. Ab 1943 befand sich in Schwaz ein Straflager.
Die früheren Ortsteile Chotovenka (Kuttowenka), Krupá (Kruppei), Lyskovice (Liskowitz) und Pohradice (Poratsch) fielen nach dem Zweiten Weltkrieg dem Braunkohlen-Tagebau zum Opfer.

## Sehenswürdigkeiten
Das barocke Schloss Světec wurde 1675–1682 vom italienischen Architekten Antonio della Porta auf dem Platz des alten romanischen Klosters aus dem 13. Jahrhundert erbaut. Das zweistöckige Gebäude ist umgeben von einem großen Park.

## Gemeindegliederung
Die Gemeinde Světec besteht aus den Ortsteilen Chotějovice (Kuttowitz), Štrbice (Stürbitz), Světec (Schwaz) und Úpoř (Auporsch). Grundsiedlungseinheiten sind Chotějovice, Chotějovice-u Bíliny, Chotovenka (Kuttowenka), Světec, Světec-jih, Štrbice und Úpoř-Pohradice.
Das Gemeindegebiet gliedert sich in die Katastralbezirke Chotějovice, Chotovenka, Pohradice (Poratsch), Světec und Štrbice.

## Söhne und Töchter der Gemeinde
- Vojtěch Preissig (1873–1944), Maler und Grafiker